# 水原空軍基地
水原空軍基地（韓語：수원 공군기지）是靠近韓國京畿道水原市的韓國空軍基地。

## 單位
水原空軍基地是韓國空軍第10戰鬥機聯隊的駐地，該战斗机聯隊包括三個中隊：
- 第101戰鬥機中隊：KF-5E/F戰鬥機

- 第153戰鬥機中隊：F-4E戰鬥機

- 第201戰鬥機中隊：KF-5/F戰鬥機

操作MIM-104愛國者飛彈的美軍第52防空砲兵團第6營駐紮在該基地。